# Scoparia harpalea
Scoparia harpalea là một loài bướm đêm trong họ Crambidae.